# Гончаров, Дмитрий Георгиевич
Дми́трий Гео́ргиевич Гончаро́в (1906—1979) — советский деятель внутренней безопасности, депутат Верховного Совета СССР.

## Биография
Родился в 1906 году; место рождения — д. Большой Пызмасс Никольского уезда Вологодской губернии. Член ВКП(б) c 11.1926.
В 1929—1961 гг. — штатный практикант, уполномоченный, оперуполномоченный, заместитель секретаря парткома ПП ОГПУ ЛВО, секретарь парткома УНКВД Ленинградской области, 1-й секретарь Дзержинского райкома ВКП(б), 2-й, и. о. 1-го, 1-й секретарь Орджонидикидзевского крайкома ВКП(б), в распоряжении ЦК ВКП(б), начальник отделения 3-го Балтийского флота, замначальника ОО НКВД 22 УР, начальник ОО НКВД 123-й стрелковой дивизии, Приморской группы войск Ленинградского фронта, начальник ОКР СМЕРШ Приморской группы войск, 55-й армии, 67-й армии, помощник начальника УНКГБ Ленинградской области по хозработе, начальник 9-го отделения 2-го управления НКГБ-МГБ СССР, начальник отделения УМГБ Ленинградской области, начальник 2-го отделения УМГБ Алтайского края, начальник водного отделения МВД, начальник ОКГБ Верхневолжского речного бассейна, начальник ОКГБ Ленинградского морского бассейна, начальник 1-го отделения управления Балтийского морского пароходства.
С 23.03.1936 — лейтенант государственной безопасности. С 21.02.1944 — полковник согласно Указу Президиума ВС СССР от 21.02.1944.
Депутат Верховного Совета СССР 1 созыва.
Умер в апреле 1979 года в Ленинграде.